# Elthusa arnoglossi
Elthusa arnoglossi là một loài chân đều trong họ Cymothoidae. Loài này được Trilles & Justine miêu tả khoa học năm 2006.